# Queen of the Night (álbum)
Queen of the Night es el álbum de estudio debut de la cantautora escocesa Maggie Bell, lanzado el 15 de febrero de 1974 a través del sello discográfico Polydor Records.

## Recepción de la crítica
Un escritor no especificado de Record World le otorgó el certificado de “Hit of the Week”, y comentó: “La destreza vocal única de la Sra. Bell se ha expresado con justicia a través de la hábil producción de Jerry Wexler, al construir rítmicamente la orquestación alrededor de la voz con mucho cuerpo de Maggie”. Un escritor no especificado de la revista Billboard elogió el “extraordinario trabajo de guitarra de Reggie Young” presente en todas las canciones del álbum.

## Lista de canciones
| Lado uno |                       |                                          |          |  |
| N.º      | Título                | Escritor(es)                             | Duración |  |
| 1.       | «Caddo Queen»         | Troy Seals Will Jennings Mentor Williams | 3:35     |  |
| 2.       | «A Woman Left Lonely» | Dan Penn Dewey Oldham                    | 3:54     |  |
| 3.       | «Souvenirs»           | John Prine                               | 5:32     |  |
| 4.       | «After Midnight»      | J. J. Cale                               | 2:34     |  |
| 5.       | «Queen of the Night»  | Ronnie Leahy                             | 4:02     |  |

| Lado dos |                              |                                    |          |  |
| N.º      | Título                       | Escritor(es)                       | Duración |  |
| 1.       | «Oh My My»                   | Richard Starkey Vinny Poncia       | 3:00     |  |
| 2.       | «As the Years Go Passing By» | Deadric Malone                     | 4:21     |  |
| 3.       | «Yesterday's Music»          | David Clayton-Thomas William Smith | 3:28     |  |
| 4.       | «We Had It All»              | Seals Donny Fritts                 | 2:55     |  |
| 5.       | «The Other Side»             | Carole Bayer Sager Peter Allen     | 2:59     |  |
| 6.       | «Trade Winds»                | Ralph MacDonald William Salter     | 5:11     |  |

- Los lados uno y dos fueron combinados como pista 1–11 en la reedición de CD.

| Bonus tracks (2006 Air Mail Archive reissue) |                                   |                                                                    |          |  |
| N.º                                          | Título                            | Escritor(es)                                                       | Duración |  |
| 12.                                          | «Penicillin Blues» (live version) | Sonny Terry Brownie McGhee                                         | 12:09    |  |
| 13.                                          | «Wishing Well» (live version)     | Tetsu Yamauchi Paul Rodgers Simon Kirke Paul Kossoff John Bundrick | 4:07     |  |

## Créditos y personal
Créditos adaptados desde las notas de álbum de Queen of the Night.
Músicos
- Reggie Young – guitarra líder (1, 4, 6, 8–10)
- Cornell Dupree – guitarra líder (7), guitarra rítmica
- John Hughey – guitarra de acero con pedal (2)
- Hugh Mccracken – guitarra rítmica
- Richard Tee – teclados
- Arthur Jenkins – teclados
- Leon Pendarvis – teclados
- Barry Goldberg – teclados
- Chuck Rainey – bajo eléctrico (1, 3, 6, 7)
- Bill Salter – bajo eléctrico (2, 4, 5, 8–11)
- Steve Gadd – batería
- Ralph MacDonald – percusión
- The Sweet Inspirations – coros (1, 2, 5, 6, 8, 10)

Personal técnico
- Jerry Wexler – productor
- Mark London – productor ejecutivo
- Peter Grant – productor ejecutivo
- William Eaton – arreglos
- Arthur Jenkins – arreglos
- Ralph MacDonald – arreglos
- William Salter – arreglos
- Gene Paul – ingeniero de audio, mezclas
- Tony Evans – fotografía

## Posicionamiento
| Gráfica (1974)                                  | Pico de posición |
| ----------------------------------------------- | ---------------- |
| Estados Unidos (Billboard Top LPs & Tape)       | 122              |
| Estados Unidos (Cash Box Top 100 Albums Cont'd) | 102              |